# Rachel Mwanza
Rachel Mwanza (ur. 1997 w Demokratycznej Republice Konga) – kongijska aktorka filmowa.

## Życiorys
Rachel Mwanza urodziła się w 1997. Jej matka wyjechała do Angoli, zostawiając ją z babką. Po rozwodzie rodziców znalazła się na ulicy. Została zauważona przez belgijskiego reżysera, który obsadził ją w filmie Kinshasa Kids (2012). Wkrótce potem kanadyjski reżyser Kim Nguyen obsadził ją w filmie Wiedźma wojny (2012), za który otrzymała Srebrnego Niedźwiedzia dla najlepszej aktorki na 62. MFF w Berlinie. Za swoją kreację zdobyła również nagrody dla najlepszej aktorki na Tribeca Film Festival w Nowym Jorku oraz Stowarzyszenia Krytyków Filmów z Vancouver.

## Filmografia
- 2012: Wiedźma wojny jako Komona
- 2012: Kinshasa Kids